# Абрамок
Абрамок (укр. Абрамок) — село на Украине, находится в Звягельском районе Житомирской области.
Население по переписи 2001 года составляет 49 человек. Почтовый индекс — 11747. Телефонный код — 4141. Занимает площадь 0,292 км².

## Население
В 1900 году количество жителей слободы составляло 156 человек, количество дворов — 34, по состоянию на 1906 год, в селе проживал 151 житель.
Численность населения, по состоянию на 1923 год, составляла 266 человек, количество дворов — 55.
Согласно результатам переписи населения СССР, количество населения села, по состоянию на 12 января 1989 года, составляло 65 человек, по результатам переписи населения Украины, на 5 декабря 2001 в селе насчитывалось 49 жителей.

## Адрес местного совета
11747, Житомирская область, Звягельский р-н, с. Тупальцы